# Josep Maria Madurell i Marimon
Josep Maria Madurell i Marimon (Barcelona, 1893-1983), fou un historiador i arxiver català. Es va dedicar intensament a la recerca històrica i va publicar una gran quantitat d'estudis, molts d'ells relacionats amb la història de la cultura, l'edició i el llibre. Va treballar com a arxiver al Museu Marítim de Barcelona i a l'Arxiu General de Protocols de Barcelona, on va catalogar el seu fons. Va col·laborar en les emissions de l'Institut Municipal d'Història de Ràdio Barcelona.
Les seves restes reposen al Cementiri del Poblenou (Dep. I, illa 2a, nínxol 419). Part del seu fons personal es conserva a l'Arxiu Fotogràfic de Barcelona. El fons aplega fotografies de temàtica molt variada fruit de la recerca històrica sobre la ciutat realitzada per l'arxiver. Són imatges que mostren, principalment, la Barcelona de començament de segle.

## Obres
- Pedro Nunyes y Enrique Fernández, pintores de retablos, 1944
- El arte de la comarca alta de Urgel, 1946
- Los seguros de vida de esclavos en Barcelona, 1453-1523, 1955
- Documentos para la historia de la imprenta y librería en Barcelona, 1474-1543, en col·laboració amb Jordi Rubió i Balaguer, 1955
- Comandas comerciales barcelonesas de la baja edad media, en col·laboració amb A.Garcia i Sanz, 1973
- Mensajeros barceloneses en la corte de Nápoles de Alfonso V de Aragón, 1435-58, 1963
- Privilegios y ordenanzas históricos de los notarios de Barcelona, en col·laboració amb R. Noguera de Guzmán, 1965
- Guadamassilers i guadamassils, 1972
- El paper a les terres catalanes, 1972
- Claudi Bornat, 1973
- Manuscrits catalans anteriors a la impremta, 1975
- Miscel·lània de notes històriques del monestir de Valldonzella, 1976
- Fulls històrics de l'Hospitalet de Llobregat, 1977.